# Minnesota Vikings 2015
La stagione 2015 dei Minnesota Vikings è stata la 55ª della franchigia nella National Football League, e sia la 2ª giocata al TCF Bank Stadium che la 2ª con Mike Zimmer come capo allenatore.

## Offseason 2015
| Draft NFL 2015   |                  |                  |                                                                                             |                                                                                             |                                                                                             |                                                                                             |                                                                                             |
| Ordine del Draft | Ordine del Draft | Ordine del Draft | Giocatore                                                                                   | Ruolo                                                                                       | College                                                                                     | Contratto                                                                                   | Note                                                                                        |
| Giro             | Scelta           | Generale         | Giocatore                                                                                   | Ruolo                                                                                       | College                                                                                     | Contratto                                                                                   | Note                                                                                        |
| 1                | 11               | 11               | Trae Waynes                                                                                 | CB                                                                                          | Michigan State                                                                              | 4 anni a 12,94 milioni $                                                                    |                                                                                             |
| 2                | 13               | 45               | Eric Kendricks                                                                              | MLB                                                                                         | UCLA                                                                                        | 4 anni a 5,15 milioni $                                                                     |                                                                                             |
| 3                | 12               | 76               | Scambiata con i Kansas City Chiefs 2015[a]                                                  | Scambiata con i Kansas City Chiefs 2015[a]                                                  | Scambiata con i Kansas City Chiefs 2015[a]                                                  | Scambiata con i Kansas City Chiefs 2015[a]                                                  |                                                                                             |
| 3                | 16               | 80               | Scambiata con i Detroit Lions[b]                                                            | Scambiata con i Detroit Lions[b]                                                            | Scambiata con i Detroit Lions[b]                                                            | Scambiata con i Detroit Lions[b]                                                            | dai Chiefs[a]                                                                               |
| 3                | 24               | 88               | Danielle Hunter                                                                             | DE                                                                                          | LSU                                                                                         | 4 anni a 2,90 milioni $                                                                     | dai Lions[b]                                                                                |
| 4                | 11               | 110              | T.J. Clemmings                                                                              | OT                                                                                          | Pittsburgh                                                                                  | 4 anni a 2,80 milioni $                                                                     |                                                                                             |
| 5                | 1                | 137              | Scambiata con gli Atlanta Falcons[c]                                                        | Scambiata con gli Atlanta Falcons[c]                                                        | Scambiata con gli Atlanta Falcons[c]                                                        | Scambiata con gli Atlanta Falcons[c]                                                        | dai Buccaneers via Bills[d]                                                                 |
| 5                | 7                | 143              | MyCole Pruitt                                                                               | TE                                                                                          | Southern Illinois                                                                           | 4 anni a 2,51 milioni $                                                                     | dai Lions via Broncos e Bears[b]                                                            |
| 5                | 10               | 146              | Stefon Diggs                                                                                | WR                                                                                          | Maryland                                                                                    | 4 anni a 2,50 milioni $                                                                     | dai Falcons[c]                                                                              |
| 5                | 13               | 149              | Scambiata con i Miami Dolphins[e]                                                           | Scambiata con i Miami Dolphins[e]                                                           | Scambiata con i Miami Dolphins[e]                                                           | Scambiata con i Miami Dolphins[e]                                                           |                                                                                             |
| 6                | 9                | 185              | Tyrus Thompson                                                                              | OT                                                                                          | Oklahoma                                                                                    | 4 anni a 2,40 milioni $                                                                     | dai Falcons[c]                                                                              |
| 6                | 12               | 187              | Scambiata con i Buffalo Bills[d]                                                            | Scambiata con i Buffalo Bills[d]                                                            | Scambiata con i Buffalo Bills[d]                                                            | Scambiata con i Buffalo Bills[d]                                                            |                                                                                             |
| 6                | 17               | 193              | B.J. Dubose                                                                                 | DE                                                                                          | Louisville                                                                                  | 4 anni a 2,39 milioni $                                                                     | dai Chiefs[a]                                                                               |
| 7                | 11               | 228              | Austin Shepherd                                                                             | OT                                                                                          | Alabama                                                                                     | 4 anni a 2,34 milioni $                                                                     |                                                                                             |
| 7                | 15               | 232              | Edmond Robinson                                                                             | OLB                                                                                         | Newberry                                                                                    | 4 anni a 2,34 milioni $                                                                     | dai 49ers via Dolphins[e]                                                                   |
| Legenda          | Legenda          | Legenda          | Ha superato i tagli a roster Ha partecipato ad almeno un Pro Bowl in carriera Hall of Famer | Ha superato i tagli a roster Ha partecipato ad almeno un Pro Bowl in carriera Hall of Famer | Ha superato i tagli a roster Ha partecipato ad almeno un Pro Bowl in carriera Hall of Famer | Ha superato i tagli a roster Ha partecipato ad almeno un Pro Bowl in carriera Hall of Famer | Ha superato i tagli a roster Ha partecipato ad almeno un Pro Bowl in carriera Hall of Famer |

Note:
- [a] I Chiefs scambiarono la loro scelta nel 3º giro (80ª assoluta) e la loro scelta nel 6º giro (193ª assoluta) del Draft NFL 2015 con i Vikings in cambio della scelta nel 3º giro (76ª assoluta) del Draft NFL 2015 di questi ultimi.
- [b] I Lions scambiarono la loro scelta nel 3º giro (88ª assoluta) e la loro scelta nel 5º giro (143ª assoluta, ricevuta dai Broncos che a loro volta l'avevano ricevuta dai Bears) del Draft NFL 2015 con i Vikings in cambio della scelta nel 3º giro (80ª assoluta, ricevuta dai Chiefs) del Draft NFL 2015 di questi ultimi.
- [c] I Falcons scambiarono la loro scelta nel 5º giro (146ª assoluta) e la loro scelta nel 6º giro (186ª assoluta) del Draft NFL 2015 con i Vikings in cambio della scelta nel 5º giro (137ª assoluta, ricevuta dai Bills che a loro volta l'avevano ricevuta dai Buccaneers) del Draft NFL 2015 di questi ultimi.
- [d] I Bills scambiarono la loro scelta nel 5º giro (ricevuta dai Buccaneers) del Draft NFL 2015 e la loro scelta nel 7º giro del Draft NFL 2016 con i Vikings in cambio della scelta nel 6º giro del Draft NFL 2015 di questi ultimi e del QB Matt Cassel.
- [e] I Dolphins scambiarono la loro scelta nel 7º giro (ricevuta dai 49ers) del Draft NFL 2015 ed il WR Mike Wallace con i Vikings in cambio della scelta nel 5º giro del Draft NFL 2015 di questi ultimi.
- [f] I Chargers scambiarono l'OT Jeremiah Sirles con i Vikings in cambio della scelta nel 6º giro del Draft NFL 2016 di questi ultimi.

| Giocatore       | Ruolo | College      | Contratto              | Giocatore     | Ruolo | College                    | Contratto  |
| --------------- | ----- | ------------ | ---------------------- | ------------- | ----- | -------------------------- | ---------- |
| Justin Coleman  | CB    | Tennessee    | Svincolato             | Jordan Leslie | WR    | BYU                        | Svincolato |
| DaVaris Daniels | WR    | Notre Dame   | Svincolato             | Gavin Lutman  | WR    | Pittsburg State University | Svincolato |
| Tom Farniok     | OT    | Iowa State   | Svincolato             | Blake Renaud  | FB    | Boise State                | Svincolato |
| Isaac Fruechte  | WR    | Minnesota    | Svincolato             | Chrishon Rose | DT    | East Carolina              | Svincolato |
| Anthony Harris  | SS    | Virginia     | Svincolato             | Jesse Somsel  | OG    | Saginaw Valley State       | Svincolato |
| Taylor Heinicke | QB    | Old Dominion | 3 anni a 1,3 milioni $ | Bobby Vardaro | OG    | Boston College             | Svincolato |

| Principali movimenti di mercato |                                                                                 |                                                                                 |                                                                                 |                                                                                 |                                                                                 |                                                                                 |                                                                                 |                                                                                 |                                                                                 |
| Rinnovi/Arrivi                  | Rinnovi/Arrivi                                                                  | Rinnovi/Arrivi                                                                  | Rinnovi/Arrivi                                                                  | Rinnovi/Arrivi                                                                  | Rilasci/Partenze                                                                | Rilasci/Partenze                                                                | Rilasci/Partenze                                                                | Rilasci/Partenze                                                                | Rilasci/Partenze                                                                |
| Data                            | Giocatore                                                                       | Ruolo                                                                           | Squadra di provenienza                                                          | Contratto                                                                       | Data                                                                            | Giocatore                                                                       | Ruolo                                                                           | Nuova squadra                                                                   | Contratto                                                                       |
| 8 marzo 2015                    | Tom Johnson                                                                     | DT                                                                              | Minnesota Vikings                                                               | 3 anni a 7 milioni $                                                            | 27 febbraio 2015                                                                | Charlie Johnson                                                                 | OG                                                                              |                                                                                 |                                                                                 |
| 10 marzo 2015                   | Matt Asiata                                                                     | RB                                                                              | Minnesota Vikings                                                               | 1 anno a 800.000 $                                                              | 10 marzo 2015                                                                   | Matt Cassel                                                                     | QB                                                                              | Buffalo Bills                                                                   | Contratto in vigore dal 2014 da 2 anni a 10 milioni $                           |
| 11 marzo 2015                   | Joe Berger                                                                      | OG/C                                                                            | Minnesota Vikings                                                               | 2 anni a 2,15 milioni $                                                         | 10 marzo 2015                                                                   | Jerome Felton                                                                   | FB                                                                              | Buffalo Bills                                                                   | 4 anni a 9,2 milioni $                                                          |
| 11 marzo 2015                   | Mike Wallace                                                                    | WR                                                                              | Miami Dolphins                                                                  | Contratto in vigore dal 2013 da 5 anni a 60 milioni $                           | 13 marzo 2015                                                                   | Christian Ponder                                                                | QB                                                                              | Oakland Raiders                                                                 | 1 anno a 2,25 milioni $                                                         |
| 17 marzo 2015                   | Mike Harris                                                                     | OT                                                                              | Minnesota Vikings                                                               | 1 anno a 1,54 milioni $                                                         | 14 marzo 2015                                                                   | Jasper Brinkley                                                                 | MLB                                                                             | Dallas Cowboys                                                                  | 2 anni a 6,2 milioni $                                                          |
| 27 marzo 2015                   | Terence Newman                                                                  | CB                                                                              | Cincinnati Bengals                                                              | 1 anno a 2,5 milioni $                                                          | 14 marzo 2015                                                                   | Greg Jennings                                                                   | WR                                                                              | Miami Dolphins                                                                  | 2 anni a 8 milioni $                                                            |
| 6 aprile 2015                   | Kevin McDermott                                                                 | LS                                                                              | Baltimore Ravens                                                                | 2 anni a 1,26 milioni $                                                         | 24 agosto 2015                                                                  | Cullen Loeffler                                                                 | LS                                                                              |                                                                                 |                                                                                 |
| 4 luglio 2015                   | John Sullivan                                                                   | C                                                                               | Minnesota Vikings                                                               | 1 anno a 5,5 milioni $                                                          | 6 ottobre 2015                                                                  | Gerald Hodges                                                                   | MLB                                                                             | San Francisco 49ers                                                             | Contratto in vigore dal 2013 da 4 anni a 2,58 milioni $                         |
| 26 luglio 2015                  | Blair Walsh                                                                     | K                                                                               | Minnesota Vikings                                                               | 4 anni a 14 milioni $                                                           | 17 novembre 2015                                                                | Chase Ford                                                                      | TE                                                                              | Baltimore Ravens                                                                | 1 anno a 1,67 milioni $                                                         |
| 5 settembre 2015                | Jeremiah Sirles                                                                 | OT                                                                              | San Diego Chargers                                                              | Contratto in vigore dal 2014 da 3 anni a 1,61 milioni $                         |                                                                                 |                                                                                 |                                                                                 |                                                                                 |                                                                                 |
| 10 settembre 2015               | Jarius Wright                                                                   | WR                                                                              | Minnesota Vikings                                                               | 4 anni a 14,8 milioni $                                                         |                                                                                 |                                                                                 |                                                                                 |                                                                                 |                                                                                 |
| 6 ottobre 2015                  | Nick Easton                                                                     | C                                                                               | San Francisco 49ers                                                             | Contratto in vigore dal 2015 da 3 anni a 1,58 milioni $                         |                                                                                 |                                                                                 |                                                                                 |                                                                                 |                                                                                 |
| Legenda                         | Free agent Rinnovato Svincolato Scambiato Prelevato dalla squadra d'allenamento | Free agent Rinnovato Svincolato Scambiato Prelevato dalla squadra d'allenamento | Free agent Rinnovato Svincolato Scambiato Prelevato dalla squadra d'allenamento | Free agent Rinnovato Svincolato Scambiato Prelevato dalla squadra d'allenamento | Free agent Rinnovato Svincolato Scambiato Prelevato dalla squadra d'allenamento | Free agent Rinnovato Svincolato Scambiato Prelevato dalla squadra d'allenamento | Free agent Rinnovato Svincolato Scambiato Prelevato dalla squadra d'allenamento | Free agent Rinnovato Svincolato Scambiato Prelevato dalla squadra d'allenamento | Free agent Rinnovato Svincolato Scambiato Prelevato dalla squadra d'allenamento |

## Partite

### Pre-stagione
I Vikings nella pre-stagione 2015 disputarono 5 incontri invece dei soliti 4, dal momento che l'11 febbraio 2015 fu reso noto che avrebbero affrontato i Pittsburgh Steelers nell'annuale Hall of Fame Game. Il resto del calendario fu invece svelato al pubblico il 9 aprile. I Vikings affrontarono 3 delle 4 squadre che nella stagione precedente risultarono le peggiori della lega (Tampa Bay Buccaneers, Tennessee Titans ed Oakland Raiders) ed una quarta squadra che invece ben si comportò nel 2014 arrivando sino al secondo turno dei playoff (i Dallas Cowboys).
| Calendario |                                                                                          |                                                                                          |                                                                                          |                                                                                          |                                                                                          |                                                                                          |                                                                                          |                                                                                          |                                                                                          |
| Settimana  | Data                                                                                     | Ora (CDT)                                                                                | Avversario                                                                               | Risultato                                                                                | Stadio                                                                                   | Spettatori                                                                               | Record                                                                                   | TV                                                                                       | Tabellino                                                                                |
| HOF        | 9 agosto                                                                                 | 7:00 p.m.                                                                                | Pittsburgh Steelers                                                                      | V 14-3                                                                                   | Tom Benson Hall of Fame Stadium                                                          | 22.364                                                                                   | 1-0                                                                                      | NBC                                                                                      | Recap                                                                                    |
| 1          | 15 agosto                                                                                | 7:00 p.m.                                                                                | Tampa Bay Buccaneers                                                                     | V 26-16                                                                                  | TCF Bank Stadium                                                                         | 50.610                                                                                   | 2-0                                                                                      | KSMP                                                                                     | Recap                                                                                    |
| 2          | 22 agosto                                                                                | 6:00 p.m.                                                                                | Oakland Raiders                                                                          | V 20-12                                                                                  | TCF Bank Stadium                                                                         | 50.656                                                                                   | 3-0                                                                                      | KSMP                                                                                     | Recap                                                                                    |
| 3          | 29 agosto                                                                                | 7:00 p.m.                                                                                | Dallas Cowboys                                                                           | V 28-14                                                                                  | AT&T Stadium                                                                             | 86.082                                                                                   | 4-0                                                                                      | KSMP                                                                                     | Recap                                                                                    |
| 4          | 3 settembre                                                                              | 7:00 p.m.                                                                                | Tennessee Titans                                                                         | P 17-24                                                                                  | Nissan Stadium                                                                           | 61.294                                                                                   | 4-1                                                                                      | KSMP                                                                                     | Recap                                                                                    |
| Note       | Gli incontri in trasferta sono in corsivo. L'Hall of Fame Game si giocò in campo neutro. | Gli incontri in trasferta sono in corsivo. L'Hall of Fame Game si giocò in campo neutro. | Gli incontri in trasferta sono in corsivo. L'Hall of Fame Game si giocò in campo neutro. | Gli incontri in trasferta sono in corsivo. L'Hall of Fame Game si giocò in campo neutro. | Gli incontri in trasferta sono in corsivo. L'Hall of Fame Game si giocò in campo neutro. | Gli incontri in trasferta sono in corsivo. L'Hall of Fame Game si giocò in campo neutro. | Gli incontri in trasferta sono in corsivo. L'Hall of Fame Game si giocò in campo neutro. | Gli incontri in trasferta sono in corsivo. L'Hall of Fame Game si giocò in campo neutro. | Gli incontri in trasferta sono in corsivo. L'Hall of Fame Game si giocò in campo neutro. |

### Stagione regolare
Il 29 dicembre 2014 furono annunciati gli avversari da incontrare nel corso della stagione regolare, mentre il calendario completo venne annunciato al pubblico il 21 aprile 2015.
| Calendario | | | | | | | | | |
| Settimana  | Data                                                                                               | Ora (CDT)                                                                                          | Avversario                                                                                         | Risultato                                                                                          | Stadio                                                                                             | Spettatori                                                                                         | Record                                                                                             | TV                                                                                                 | Tabellino                                                                                          |
| 1          | 14 settembre                                                                                       | 9:20 p.m.                                                                                          | San Francisco 49ers                                                                                | P 3-20                                                                                             | Levi's Stadium                                                                                     | 70.499                                                                                             | 0-1                                                                                                | ESPN                                                                                               | Recap                                                                                              |
| 2          | 20 settembre                                                                                       | 12:00 p.m.                                                                                         | Detroit Lions                                                                                      | V 16-26                                                                                            | TCF Bank Stadium                                                                                   | 52.319                                                                                             | 1-1                                                                                                | Fox                                                                                                | Recap                                                                                              |
| 3          | 27 settembre                                                                                       | 12:00 p.m.                                                                                         | San Diego Chargers                                                                                 | V 14-31                                                                                            | TCF Bank Stadium                                                                                   | 52.319                                                                                             | 2-1                                                                                                | CBS                                                                                                | Recap                                                                                              |
| 4          | 4 ottobre                                                                                          | 3:25 p.m.                                                                                          | Denver Broncos                                                                                     | P 20-23                                                                                            | Sports Authority Field at Mile High                                                                | 77.029                                                                                             | 2-2                                                                                                | Fox                                                                                                | Recap                                                                                              |
| 5          | Riposo                                                                                             | Riposo                                                                                             | Riposo                                                                                             | Riposo                                                                                             | Riposo                                                                                             | Riposo                                                                                             | Riposo                                                                                             | Riposo                                                                                             | Riposo                                                                                             |
| 6          | 18 ottobre                                                                                         | 12:00 p.m.                                                                                         | Kansas City Chiefs                                                                                 | V 10-16                                                                                            | TCF Bank Stadium                                                                                   | 52.480                                                                                             | 3-2                                                                                                | CBS                                                                                                | Recap                                                                                              |
| 7          | 25 ottobre                                                                                         | 12:00 p.m.                                                                                         | Detroit Lions                                                                                      | V 28-19                                                                                            | Ford Field                                                                                         | 60.231                                                                                             | 4-2                                                                                                | Fox                                                                                                | Recap                                                                                              |
| 8          | 1 novembre                                                                                         | 12:00 p.m.                                                                                         | Chicago Bears                                                                                      | V 23-20                                                                                            | Soldier Field                                                                                      | 62.311                                                                                             | 5-2                                                                                                | Fox                                                                                                | Recap                                                                                              |
| 9          | 8 novembre                                                                                         | 12:00 p.m.                                                                                         | St. Louis Rams                                                                                     | V 18-21                                                                                            | TCF Bank Stadium                                                                                   | 52.406                                                                                             | 6-2                                                                                                | Fox                                                                                                | Recap                                                                                              |
| 10         | 15 novembre                                                                                        | 3:05 p.m.                                                                                          | Oakland Raiders                                                                                    | V 30-16                                                                                            | O.Co Coliseum                                                                                      | 54.700                                                                                             | 7-2                                                                                                | Fox                                                                                                | Recap                                                                                              |
| 11         | 22 novembre                                                                                        | 3:25 p.m.                                                                                          | Green Bay Packers                                                                                  | P 30-13                                                                                            | TCF Bank Stadium                                                                                   | 52.529                                                                                             | 7-3                                                                                                | Fox                                                                                                | Recap                                                                                              |
| 12         | 29 novembre                                                                                        | 12:00 p.m.                                                                                         | Atlanta Falcons                                                                                    | V 20-10                                                                                            | Georgia Dome                                                                                       | 70.610                                                                                             | 8-3                                                                                                | Fox                                                                                                | Recap                                                                                              |
| 13         | 6 dicembre                                                                                         | 12:00 p.m.                                                                                         | Seattle Seahawks                                                                                   | P 38-7                                                                                             | TCF Bank Stadium                                                                                   | 52.430                                                                                             | 8-4                                                                                                | Fox                                                                                                | Recap                                                                                              |
| 14         | 10 dicembre                                                                                        | 7:25 p.m.                                                                                          | Arizona Cardinals                                                                                  | P 20-23                                                                                            | University of Phoenix Stadium                                                                      | 64.784                                                                                             | 8-5                                                                                                | NFLN                                                                                               | Recap                                                                                              |
| 15         | 20 dicembre                                                                                        | 12:00 p.m.                                                                                         | Chicago Bears                                                                                      | V 17-38                                                                                            | TCF Bank Stadium                                                                                   | 52.421                                                                                             | 9-5                                                                                                | Fox                                                                                                | Recap                                                                                              |
| 16         | 27 dicembre                                                                                        | 12:00 p.m.                                                                                         | New York Giants                                                                                    | V 17-49                                                                                            | TCF Bank Stadium                                                                                   | 52.455                                                                                             | 10-5                                                                                               | NBC                                                                                                | Recap                                                                                              |
| 17         | 3 gennaio                                                                                          | 7:30 p.m.                                                                                          | Green Bay Packers                                                                                  | V 20-13                                                                                            | Lambeau Field                                                                                      | 78.412                                                                                             | 11-5                                                                                               | NBC                                                                                                | Recap                                                                                              |
| Note       | Gli avversari della propria division sono in grassetto. Gli incontri in trasferta sono in corsivo. | Gli avversari della propria division sono in grassetto. Gli incontri in trasferta sono in corsivo. | Gli avversari della propria division sono in grassetto. Gli incontri in trasferta sono in corsivo. | Gli avversari della propria division sono in grassetto. Gli incontri in trasferta sono in corsivo. | Gli avversari della propria division sono in grassetto. Gli incontri in trasferta sono in corsivo. | Gli avversari della propria division sono in grassetto. Gli incontri in trasferta sono in corsivo. | Gli avversari della propria division sono in grassetto. Gli incontri in trasferta sono in corsivo. | Gli avversari della propria division sono in grassetto. Gli incontri in trasferta sono in corsivo. | Gli avversari della propria division sono in grassetto. Gli incontri in trasferta sono in corsivo. |

### Playoff
| Turno     | Data            | Ora (CDT)  | Avversario (seed)    | Risultato | Stadio           | Spettatori | Record | TV  | Tabellino |
| --------- | --------------- | ---------- | -------------------- | --------- | ---------------- | ---------- | ------ | --- | --------- |
| Wild Card | 10 gennaio 2018 | 12:05 p.m. | Seattle Seahawks (6) | P 10-9    | TCF Bank Stadium | 52.090     | 0-1    | NBC | Recap     |

## Classifiche

### Conference
| Classifica della NFC 2015                                | Classifica della NFC 2015 | Classifica della NFC 2015 | Classifica della NFC 2015 | Classifica della NFC 2015 | Classifica della NFC 2015 | Classifica della NFC 2015 | Classifica della NFC 2015 | Classifica della NFC 2015 | Classifica della NFC 2015 | Classifica della NFC 2015 | Classifica della NFC 2015 | Classifica della NFC 2015 |
| #                                                        | Squadra                   | Division                  | V                         | P                         | N                         | %                         | DIV                       | CONF                      | PF                        | PS                        | D                         | STR                       |
| -------------------------------------------------------- | ------------------------- | ------------------------- | ------------------------- | ------------------------- | ------------------------- | ------------------------- | ------------------------- | ------------------------- | ------------------------- | ------------------------- | ------------------------- | ------------------------- |
| Vincitori delle division                                 |                           |                           |                           |                           |                           |                           |                           |                           |                           |                           |                           |                           |
| 1                                                        | xyz* – Carolina Panthers  | South                     | 15                        | 1                         | 0                         | 93,3%                     | 5-1                       | 11-1                      | 500                       | 308                       | 192                       | V-1                       |
| 2                                                        | xyz – Arizona Cardinals   | West                      | 13                        | 3                         | 0                         | 81,3%                     | 4-2                       | 10-2                      | 489                       | 313                       | 176                       | P-1                       |
| 3                                                        | xy – Minnesota Vikings    | North                     | 11                        | 5                         | 0                         | 68,8%                     | 5-1                       | 8-4                       | 365                       | 302                       | 63                        | V-3                       |
| 4                                                        | xy – Washington Redskins  | East                      | 9                         | 7                         | 0                         | 56,3%                     | 4-2                       | 8-4                       | 388                       | 379                       | 9                         | V-4                       |
| Wild Card                                                |                           |                           |                           |                           |                           |                           |                           |                           |                           |                           |                           |                           |
| 5                                                        | xw – Green Bay Packers    | North                     | 10                        | 6                         | 0                         | 62,5%                     | 3-3                       | 7-5                       | 368                       | 323                       | 45                        | P-2                       |
| 6                                                        | xw – Seattle Seahawks     | West                      | 10                        | 6                         | 0                         | 62,5%                     | 3-3                       | 7-5                       | 423                       | 277                       | 146                       | V-1                       |
| Non qualificate per i playoff                            |                           |                           |                           |                           |                           |                           |                           |                           |                           |                           |                           |                           |
| 7                                                        | Atlanta Falcons           | South                     | 8                         | 8                         | 0                         | 50%                       | 1-5                       | 5-7                       | 339                       | 345                       | -6                        | P-1                       |
| 8                                                        | St. Louis Rams            | West                      | 7                         | 9                         | 0                         | 43,8%                     | 4-2                       | 6-6                       | 280                       | 330                       | -50                       | P-1                       |
| 9                                                        | Detroit Lions             | North                     | 7                         | 9                         | 0                         | 43,8%                     | 3-3                       | 6-6                       | 358                       | 400                       | -42                       | V-3                       |
| 10                                                       | Philadelphia Eagles       | East                      | 7                         | 9                         | 0                         | 43,8%                     | 3-3                       | 4-8                       | 377                       | 430                       | -53                       | V-1                       |
| 11                                                       | New Orleans Saints        | South                     | 7                         | 9                         | 0                         | 43,8%                     | 3-3                       | 5-7                       | 408                       | 476                       | -68                       | V-2                       |
| 12                                                       | New York Giants           | East                      | 6                         | 10                        | 0                         | 37,5%                     | 2-4                       | 4-8                       | 420                       | 442                       | -22                       | P-3                       |
| 13                                                       | Chicago Bears             | North                     | 6                         | 10                        | 0                         | 37,5%                     | 1-5                       | 3-9                       | 335                       | 397                       | -62                       | P-1                       |
| 14                                                       | Tampa Bay Buccaneers      | South                     | 6                         | 10                        | 0                         | 37,5%                     | 3-3                       | 5-7                       | 342                       | 417                       | -75                       | P-4                       |
| 15                                                       | San Francisco 49ers       | West                      | 5                         | 11                        | 0                         | 31,3%                     | 1-5                       | 4-8                       | 238                       | 387                       | -149                      | V-1                       |
| 16                                                       | Dallas Cowboys            | East                      | 4                         | 12                        | 0                         | 25%                       | 3-3                       | 3-9                       | 275                       | 374                       | -99                       | P-4                       |
| Legenda                                                  |                           |                           |                           |                           |                           |                           |                           |                           |                           |                           |                           |                           |
| w — Qualificata ai playoff come wild card                |                           |                           |                           |                           |                           |                           |                           |                           |                           |                           |                           |                           |
| x — Qualificata ai playoff                               |                           |                           |                           |                           |                           |                           |                           |                           |                           |                           |                           |                           |
| y — Vincitrice della division                            |                           |                           |                           |                           |                           |                           |                           |                           |                           |                           |                           |                           |
| z — Qualificata direttamente al secondo turno di playoff |                           |                           |                           |                           |                           |                           |                           |                           |                           |                           |                           |                           |
| * — Vantaggio del fattore campo nei playoff              |                           |                           |                           |                           |                           |                           |                           |                           |                           |                           |                           |                           |

### Division
| Classifica della NFC North Division 2015 | Classifica della NFC North Division 2015 | Classifica della NFC North Division 2015 | Classifica della NFC North Division 2015 | Classifica della NFC North Division 2015 | Classifica della NFC North Division 2015 | Classifica della NFC North Division 2015 | Classifica della NFC North Division 2015 | Classifica della NFC North Division 2015 | Classifica della NFC North Division 2015 | Classifica della NFC North Division 2015 | Classifica della NFC North Division 2015 | Classifica della NFC North Division 2015 | Classifica della NFC North Division 2015 | Classifica della NFC North Division 2015 | Classifica della NFC North Division 2015 | Classifica della NFC North Division 2015 | Classifica della NFC North Division 2015 |
|                                          | V                                        | P                                        | N                                        | PCT                                      | DIV                                      | DIV PCT                                  | CONF                                     | CONF PCT                                 | NON CONF                                 | C                                        | T                                        | PR                                       | PS                                       | DP                                       | TD                                       | STR                                      | PO                                       |
| ---------------------------------------- | ---------------------------------------- | ---------------------------------------- | ---------------------------------------- | ---------------------------------------- | ---------------------------------------- | ---------------------------------------- | ---------------------------------------- | ---------------------------------------- | ---------------------------------------- | ---------------------------------------- | ---------------------------------------- | ---------------------------------------- | ---------------------------------------- | ---------------------------------------- | ---------------------------------------- | ---------------------------------------- | ---------------------------------------- |
| Minnesota Vikings                        | 11                                       | 5                                        | 0                                        | 68,8%                                    | 5-1                                      | 83,3%                                    | 8-4                                      | 66,7%                                    | 3-1                                      | 6-2                                      | 5-3                                      | 365                                      | 302                                      | 63                                       | 38                                       | V-3                                      | WC                                       |
| Green Bay Packers                        | 10                                       | 6                                        | 0                                        | 62,5%                                    | 3-3                                      | 50%                                      | 7-5                                      | 58,3%                                    | 3-1                                      | 5-3                                      | 5-3                                      | 368                                      | 323                                      | 45                                       | 42                                       | P-2                                      | WC                                       |
| Detroit Lions                            | 7                                        | 9                                        | 0                                        | 43,8%                                    | 3-3                                      | 50%                                      | 6-6                                      | 50%                                      | 1-3                                      | 4-4                                      | 5-3                                      | 358                                      | 400                                      | -42                                      | 42                                       | V-3                                      |                                          |
| Chicago Bears                            | 6                                        | 10                                       | 0                                        | 37,5%                                    | 1-5                                      | 16,7%                                    | 3-9                                      | 25%                                      | 3-1                                      | 1-7                                      | 5-3                                      | 335                                      | 397                                      | -62                                      | 34                                       | P-1                                      |                                          |

## Statistiche
| Andamento in stagione regolare                                                                    |    |    |    |    |    |    |    |    |    |    |    |    |    |    |    |    |    |
| Settimana                                                                                         | 1  | 2  | 3  | 4  | 5  | 6  | 7  | 8  | 9  | 10 | 11 | 12 | 13 | 14 | 15 | 16 | 17 |
| Luogo                                                                                             | T  | C  | C  | T  | R  | C  | T  | T  | C  | T  | C  | T  | C  | T  | C  | C  | T  |
| Risultato                                                                                         | S  | V  | V  | S  | R  | V  | V  | V  | V  | V  | S  | V  | S  | S  | V  | V  | V  |
| Posizione                                                                                         | 4ª | 2ª | 2ª | 2ª | 2ª | 2ª | 2ª | 2ª | 1ª | 1ª | 2ª | 1ª | 2ª | 2ª | 2ª | 2ª | 1ª |
| Luogo: C = Casa; T = Trasferta. Risultato: V = Vittoria; N = Pareggio; S = Sconfitta. R = Riposo. |    |    |    |    |    |    |    |    |    |    |    |    |    |    |    |    |    |

| Classifiche di lega  |             |                |               |
| Categoria            | Yard totali | Yard a partita | Posizione NFL |
| Attacco sui passaggi | 2.928       | 183            | 31ª           |
| Attacco su corsa     | 2.211       | 138,2          | 4ª            |
| Totale attacco       | 5.139       | 321,2          | 29ª           |
| Difesa sui passaggi  | 3.759       | 234,9          | 12ª           |
| Difesa su corsa      | 1.748       | 109,2          | 17ª           |
| Totale difesa        | 5.507       | 344,2          | 13ª           |

| Leader della squadra       |                       |        |
| Categoria                  | Giocatore             | Valore |
| Yard passate               | Teddy Bridgewater     | 3.231  |
| Touchdown passati          | Teddy Bridgewater     | 14     |
| Yard corse                 | Adrian Peterson       | 1.485  |
| Touchdown su corsa         | Adrian Peterson       | 11     |
| Ricezioni                  | Stefon Diggs          | 52     |
| Yard ricevute              | Adam Thielen          | 720    |
| Touchdown ricevuti         | Kyle Rudolph          | 5      |
| Punti totali               | Blair Walsh           | 135    |
| Yard su ritorno di kickoff | Cordarrelle Patterson | 1.019  |
| Yard su ritorno di punt    | Marcus Sherels        | 311    |
| Tackle totali              | Eric Kendricks        | 92     |
| Sack                       | Everson Griffen       | 10,5   |
| Intercetti                 | Terence Newman        | 3      |
| Fumble forzati             | Anthony Barr          | 3      |

## Staff
| Staff dei Minnesota Vikings 2015 |
| --- |
| Organi dirigenziali Proprietà - Proprietario/Azionista di maggioranza: Zygi Wilf - Proprietario/Presidente: Mark Wilf - Proprietario/Vice-Azionista di maggioranza: Leonard Wilf - Partner di Azionariato: Jeffrey Wilf, Reggie Fowler, Alan Landis, David Mandelbaum Staff esecutivo - General Manager: Rick Spielman - Assistente del General Manager: George Paton - Vice Presidente degli Affari Pubblici & Sviluppo dello Stadio: Lester Bagley - Vice Presidente delle Operazioni legate al Football: Rob Brzezinski - Vice Presidente delle Vendite & Marketing e Direttore del Marketing: Steve LaCroix - Vice Presidente delle Finanze e Direttore Finanziario: Steve Poppen - Vice Presidente degli Affari Legali e Direttore Amministrativo: Kevin Warren Consulenti - Consulente: Bud Grant - Consulente Storico del Team: Fred Zamberletti - Consulente Stadio e Sviluppo Immobiliare: Don Becker Scouting staff - Direttore dello Scouting Collegiale: Jamaal Stephenson - Direttore dello Scouting Professionistico: Ryan Monnens Capo allenatore - Mike Zimmer Altri allenatori - Preparatore atletico: Eric Sugarman - Coordinatore dello sviluppo della forza e della condizione: Evan Marcus - Assistente dello sviluppo della forza e della condizione: Jeff Hurd, Chaz Mahle Allenatori dell'attacco - Coordinatore dell'attacco: Norv Turner - Quarterback: Scott Turner - Running Back: Kirby Wilson - Wide Receiver: George Stewart - Assistente Wide Receiver: Drew Petzing - Tight End: Kevin Stefanski - Offensive Line: Jeff Davidson - Assistente Offensive Line: Hank Fraley - Controllo Qualità: Andrew Janocko Allenatori della difesa - Coordinatore della difesa: George Edwards - Defensive Line: Andre Patterson - Assistente Defensive Line: Robert Rodriguez - Linebacker: Adam Zimmer - Defensive Back: Jerry Gray - Assistente della difesa: Jeff Howard - Assistente Defensive Back/Controllo Qualità: Jonathan Gannon Allenatori dello special team - Coordinatore dello Special Team: Mike Priefer - Assistente dello Special Team: Ryan Ficken |

## Roster finale
| Roster dei Minnesota Vikings 2015 |
| --- |
| Quarterback - 5 Teddy Bridgewater - 6 Taylor Heinicke - 13 Shaun Hill Running Back - 44 Matt Asiata - 31 Jerick McKinnon - 48 Zach Line FB - 28 Adrian Peterson Wide Receiver - 14 Stefon Diggs - 12 Charles Johnson - 84 Cordarrelle Patterson KR - 19 Adam Thielen - 11 Mike Wallace - 17 Jarius Wright Tight End - 83 MyCole Pruitt - 82 Kyle Rudolph Offensive Linemen - 61 Joe Berger C - 68 T.J. Clemmings OT - 62 Nick Easton C - 63 Brandon Fusco OG - 79 Michael Harris OT - 75 Matt Kalil OT - 67 Zac Kerin OG - 74 Austin Shepherd OT - 78 Jeremiah Sirles OG Defensive Linemen - 90 B.J. Dubose DT - 72 Kenrick Ellis DT - 73 Sharrif Floyd DT - 97 Everson Griffen DE - 99 Danielle Hunter DE - 92 Tom Johnson DT - 98 Linval Joseph NT - 91 Zach Moore DE - 96 Brian Robison DE - 94 Justin Trattou DE Linebacker - 55 Anthony Barr OLB - 52 Chad Greenway OLB - 54 Eric Kendricks MLB - 51 Edmond Robinson OLB - 57 Jason Trusnik MLB - 58 Brandon Watts OLB Defensive Back - 36 Robert Blanton SS - 41 Anthony Harris (cestista) SS - 24 Captain Munnerlyn CB - 23 Terence Newman CB - 29 Xavier Rhodes CB - 21 Josh Robinson CB - 34 Andrew Sendejo SS - 35 Marcus Sherels CB/PR - 22 Harrison Smith FS - 26 Trae Waynes CB Special Team - 18 Jeff Locke P - 47 Kevin McDermott LS - 3 Blair Walsh K Lista delle riserve - 60 Carter Bykowski OT (IR) - 57 Audie Cole MLB (IR) - 95 Scott Crichton DE (IR) - 85 Rhett Ellison TE (IR) - 32 Antone Exum FS (IR) - 71 Phil Loadholt OT (IR) - 59 Casey Matthews MLB (IR) - 25 Jabari Price CB (IR) - 93 Shamar Stephen DT (IR) - 65 John Sullivan C (IR) Squadra di allenamento - 76 Isame Faciane DT - 15 Isaac Fruechte WR - 69 Toby Johnson DT - 86 Dominique Jones TE - 37 Johnny Lowdermilk SS - 56 Terrance Plummer MLB - 49 Blake Renaud FB - 50 Alex Singleton OLB - 20 Dominique Williams RB - 66 David Yankey OG 53 attivi, 10 inattivi, 10 nella squadra di allenamento |
| Legenda - I rookie sono in corsivo. - Il primo ruolo è il principale mentre gli eventuali successivi indicano i ruoli secondari. - (IR) sta per Injured Reserve ed indica la lista ristretta per un solo giocatore infortunato che può tornare ad allenarsi dopo la settimana 6 e a rientrare in prima squadra dopo che questa ha giocato 8 partite. - (NF-Inj.) / (NF-Ill.) stanno rispettivamente per Non-Football Injured e Non-Football Illness ed indicano le liste dove viene inserito un giocatore che ha un infortunio o una malattia non dipendente dal football americano. - (PUP) sta per Physically Unable to Perform ed indica la lista dove viene inserito un giocatore mentre è in attesa di recuperare la condizione fisica. Nella stagione regolare dopo la sesta partita giocata dalla propria squadra, il giocatore ha tempo tre settimane per riprendere ad allenarsi, più tre settimane aggiuntive dal suo rientro agli allenamenti per rientrare in prima squadra. |

## Premi individuali

### Pro Bowler

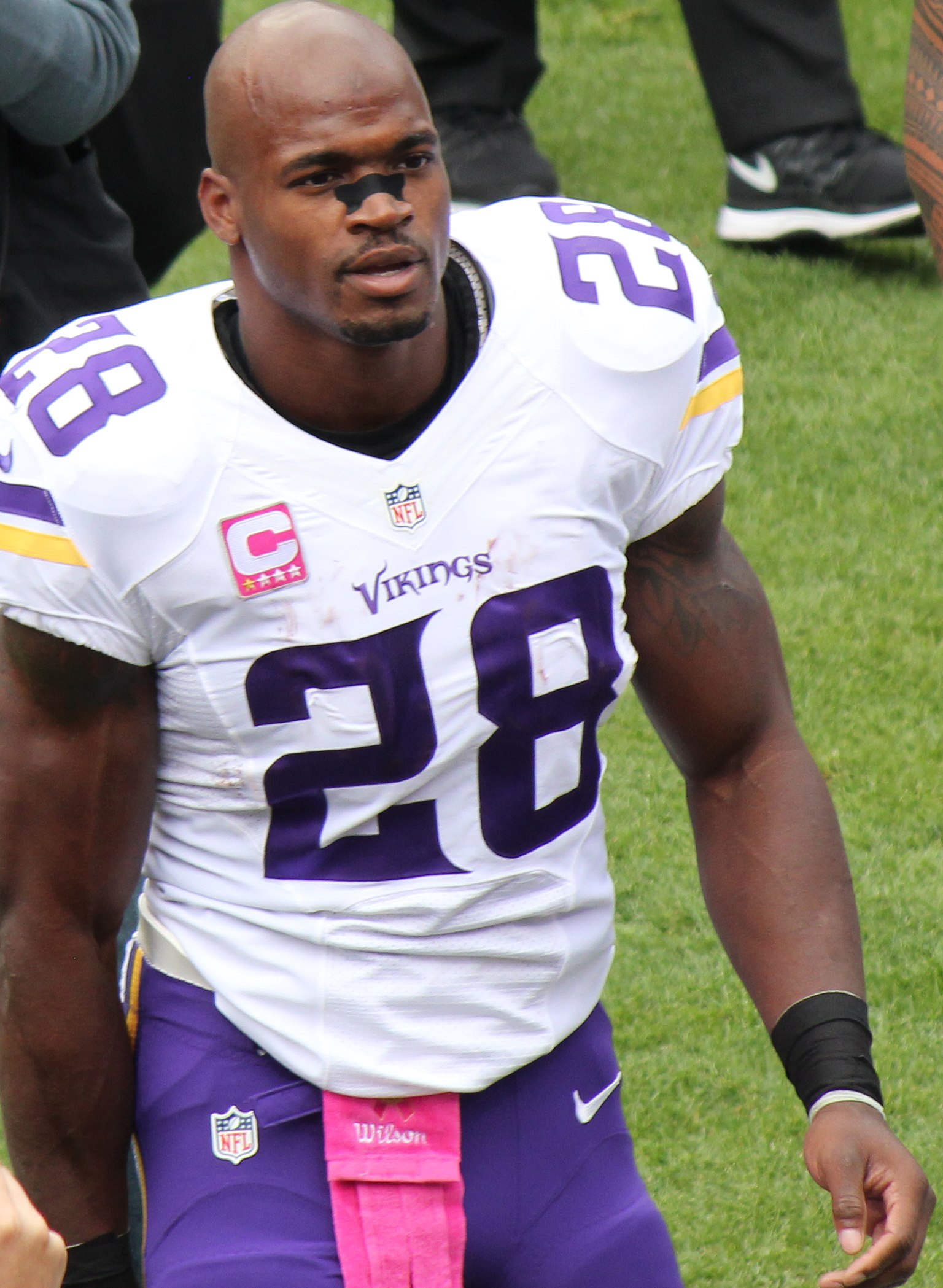
Nel 2015 Adrian Peterson guidò per la terza volta in carriera la NFL in yard su corsa, venendo convocato al settimo Pro Bowl ed inserito per la settima volta nelle formazioni ideali All-Pro dall'Associated Press.

L'unico giocatore convocato al Pro Bowl 2016 fu Adrian Peterson, che con la settima convocazione in carriera raggiunse Ron Yary al quarto posto per numero di convocazioni al Pro Bowl tra i giocatori della franchigia. Successivamente a lui si aggiunsero il defensive end Everson Griffen, convocato al posto dell'infortunato J.J. Watt, il free safety Harrison Smith, convocato al posto dell'infortunato Earl Thomas, il quarterback Teddy Bridgewater, convocato al posto dell'infortunato Carson Palmer e l'outside linebacker Anthony Barr, convocato al posto dell'infortunato Jamie Collins. Per tutti e quattro i giocatori si trattò della prima convocazione in carriera all'all-star game.

### All-Pro
Due giocatori sono stati inseriti dall'Associated Press nelle formazioni ideali della stagione All-Pro:
- Adrian Peterson, First-team come running back
- Cordarrelle Patterson, Second-team come kick returner

### Premi settimanali e mensili
- Stefon Diggs:

miglior rookie della settimana 6
- Everson Griffen:

difensore della NFC della settimana 17
- Linval Joseph:

difensore della NFC della settimana 9
- Eric Kendricks:

rookie difensivo del mese di ottobre
- Terence Newman:

difensore della NFC della settimana 10
- Adrian Peterson:

giocatore offensivo della NFC del mese di novembre
miglior running back delle settimane 10 e 12
- Marcus Sherels:

giocatore degli special team della NFC della settimana 8
- Blair Walsh:

giocatore degli special team della NFC della settimana 16